# Francis Doe
Francis Doe Forkey (ur. 25 grudnia 1985 w Monrovii) – liberyjski piłkarz występujący na pozycji napastnika. Zawodnik klubu Pahang FA.

## Kariera klubowa
Doe rozpoczął karierę w 2002 roku w kameruńskim Tonnerre Jaunde. W 2003 roku odszedł do ghańskiego Buduburam FC, a w 2004 roku podpisał kontrakt z amerykańskim zespołem Minnesota Thunder z ligi USL First Division. W 2005 roku przeszedł do greckiego Atromitosu. W Alpha Ethniki zadebiutował 18 września 2005 w wygranym 4:0 pojedynku z OFI 1925. 26 września 2005 roku w wygranym 2:1 spotkaniu z Apollonem Kalamaria strzelił pierwszego gola w greckiej ekstraklasie. W Atromitosie spędził dwa lata.
W 2007 roku Doe wrócił do Stanów Zjednoczonych, gdzie został graczem klubu New York Red Bulls z MLS. Pierwszy ligowy mecz zaliczył tam 26 sierpnia 2007 roku przeciwko New England Revolution (1:2). 23 września 2007 roku w zremisowanym 2:2 pojedynku z tym samym zespołem zdobył pierwszą bramkę w MLS.
W 2008 roku Doe odszedł do DC United, także grającego w MLS. Zadebiutował 4 maja 2008 roku w przegranym 0:2 spotkaniu z Colorado Rapids. W DC grał przez 2 sezony. W 2009 roku podpisał kontrakt z egipskim Al-Ahly Kair z ligi Ad-Dauri al-Misri al-Mumtaz. W 2010 roku zdobył z nim mistrzostwo Egiptu oraz Superpuchar Egiptu, a w 2011 roku ponownie mistrzostwo Egiptu. W tym samym roku odszedł z klubu.
W 2012 roku Doe został graczem malezyjskiego zespołu Terengganu FA. Następnie grał w innych malezyjskich klubach takich jak: Selangor FA, Kelantan FA, Negeri Sembilan FA, Felda United i ponownie Selangor FA. W 2018 przeszedł do Pahang FA.

## Kariera reprezentacyjna
W reprezentacji Liberii Doe zadebiutował 20 czerwca 2004 roku w przegranym 0:3 meczu eliminacji Mistrzostw Świata 2006 z Kongiem. 8 października 2006 roku w wygranym 3:2 spotkaniu eliminacji Pucharu Narodów Afryki 2008 z Rwandą strzelił pierwszego gola w drużynie narodowej.